# نيكول ستيفان
نيكول ستيفان (بالفرنسية: Nicole Stéphane)‏ هي منتجة أفلام ومخرجة وممثلة فرنسية، ولدت في 27 مايو 1923 بباريس في فرنسا، وتوفيت في 14 مارس 2007 في فرنسا.

## وصلات خارجية
- نيكول ستيفان على موقع IMDb (الإنجليزية)
- نيكول ستيفان على موقع ألو سيني (الفرنسية)
- نيكول ستيفان على موقع أول موفي (الإنجليزية)
- نيكول ستيفان على موقع قاعدة بيانات الأفلام السويدية (السويدية)
- نيكول ستيفان على موقع قاعدة بيانات الفيلم (الإنجليزية)
- نيكول ستيفان على موقع كينوبويسك (الروسية)